# Arackar
Arackar („kosti Atakamů“) byl rod vývojově vyspělého titanosaurního  sauropodního dinosaura, žijícího na území současného státu Chile (poušť Atacama, geologické souvrství Hornitos) v období pozdní křídy (věky kampán až maastricht, před 84 až 66 miliony let). 

## Objev a význam
Fosilie tohoto sauropoda byly objeveny v sedimentech geologického souvrství Hornitos. Formálně byl druh Arackar licanantay formálně popsán týmem paleontologů v roce 2021.

## Popis a význam
Arackar představoval poměrně malého zástupce kladu Lithostrotia, objevený exemplář byl subadultním (dosud nedospělým) jedincem o celkové délce asi 6,3 metru. Stejně jako jeho příbuzní byl i Arackar relativně mohutně stavěným čtvernohým býložravcem s velmi dlouhým krkem a ocasem, masivním trupem a sloupovitýma nohama. Hlava byla relativně malá. Největší příbuzní tohoto sauropoda byli také největšími suchozemskými živočichy všech dob (například o 45 milionů let mladší druh Argentinosaurus huinculensis).
Druh A. licanantay představuje třetího dinosaury, popsaného z Chile a dosud nejkompletněji zachovanou kostru sauropoda na západní straně jihoamerických And. Jednalo se o vývojově vyspělého zástupce kladu Lithostrotia a fylogenetická analýza jej řadí do blízkého vývojového příbuzenstva rodů Rapetosaurus a Isisaurus.